# سیارک ۷۳۴۶۵
سیارک ۷۳۴۶۵ (به انگلیسی: 73465 Buonanno، نامگذاری:2002NP55) هفتاد و سه هزار و چهارصد و شصت و پنجمین سیارک کشف شده‌است که در ۱۰ ژوئیه ۲۰۰۲ کشف شد.